# Папазов Іван Васильович
Іван Васильович Папазов (нар. 25 грудня 1978, Маріуполь, УРСР) — український футболіст, півзахисник. Нині тренер. Заслужений тренер України.

## Життєпис

### Кар'єра гравця
Виступав у таких професійних командах, як: «Іллічівець» (Маріуполь) та «Іллічівець-2», «Шахтар» (Макіївка), «Полісся» (Житомир), «Нива» (Тернопіль), ФК «Тернопіль». Грав у вищолігових білоруських клубах: «Зірка» (Мінськ) та «Динамо» (Брест), проте більшість своїх матчів провів саме у першій та другій лізі українського футболу.

#### Статистика
| Турніри            | Матчі | Кількість забитих м'ячів |
| ------------------ | ----- | ------------------------ |
| Вища ліга Білорусі | 19    | 2                        |
| Вища ліга Україна  | 1     | 0                        |
| Перша ліга України | 50    | 5                        |
| Кубок України      | 8     | 1                        |
| Друга ліга України | 70    | 6                        |
| Всього за кар'єру  | 148   | 14                       |

### Тренерська кар'єра
Тренерську роботу розпочав у 2010 році. Працював у академії маріупольського «Іллічівця», де тренував гравців 1999 року народження та довів їх до самого випуску. В зимове міжсезоння 2016/17 переїхав у Чернівці з Маріуполя та очолив юнацький склад чернівецької «Буковини», який виступав у всеукраїнській лізі юніорів. А з літа 2017 року працює старшим тренером буковинської «Спарти».